# Andrés Tagle
Carlos Andrés Melchor Tagle Domínguez (Santiago, 1953) es un ingeniero comercial y político chileno, que se desempeñó como presidente del Consejo Directivo del Servicio Electoral de Chile (Servel) desde marzo de 2021 hasta marzo de 2025.

## Familia y estudios
Nacido en 1953, es uno de los cuatro hijos del matrimonio formado por Luis Raúl Tagle Jonanne y María Victoria Verónica Domínguez Boonen.Es ingeniero comercial y licenciado en ciencias de la administración de la Pontificia Universidad Católica (PUC).

### Matrimonio e hijos
Está casado con Ana Luisa Schmidt San Román, con quien tuvo cinco hijos: Alejandra, Catalina, Elvira, Rodrigo y Felipe.

## Trayectoria profesional
Se ha desempeñado en diversos cargos ejecutivos y directivos, entre ellos el Grupo Security.
Fue miembro de la Unión Demócrata Independiente (UDI), partido del cual integró la Comisión Política; y director de la Corporación Nacional del Cobre (Codelco) durante el primer gobierno del presidente Sebastián Piñera (2010-2014). Simultáneamente ejerció como director de la Polla Chilena de Beneficencia y asesor en materias electorales del Ministerio Secretaría General de la Presidencia (Segpres), ambos bajo el mismo gobierno.
En julio de 2016 fue elegido miembro del Consejo directivo del Servicio Electoral (previa aprobación del Senado), siendo propuesto por la segunda administración de Michelle Bachelet, bajo la lógica del sistema binominal de designaciones que prima en diferentes instituciones del sector público, para llenar el cupo vacante que dejó la renuncia de Gonzalo Molina, por lo que debió renunciar a la UDI. Actualmente es director y asesor de diversas sociedades, especialmente del sector de los seguros de vida, entre ellas Protecta S.A. (de Perú), y Agricovial S.A.
Asumió la presidencia del consejo directivo del Servel el 1 de marzo de 2021, durante el segundo gobierno de Sebastián Piñera, sucediendo así a Patricio Santamaría (reelegido en dos ocasiones), por el periodo 2021-2025.

## Controversias

### Isapres
En 2002 el gobierno del presidente socialista Ricardo Lagos anunció una reforma al sistema de salud que introducía mejoras al subsidio por concepto de maternidad, iniciativa que contó con la resistencia de las isapres. La industria estaba agrupada en la Asociación de Isapres A.G. y tenía como vicepresidente a Tagle, quien habría afirmado que esa iniciativa no se convertiría en ley.
Los entonces diputados del Partido Socialista; Alejandro Navarro y Fulvio Rossi, apuntaron a su persona en su doble rol de representante de la industria y experto electoral del gremialismo, y exigieron explicaciones a la UDI, su partido en ese entonces.